# Kilspindie

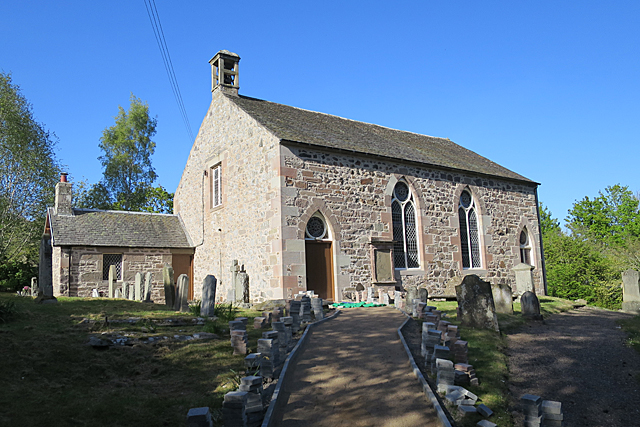
Kirche und Friedhof von Kilspindie

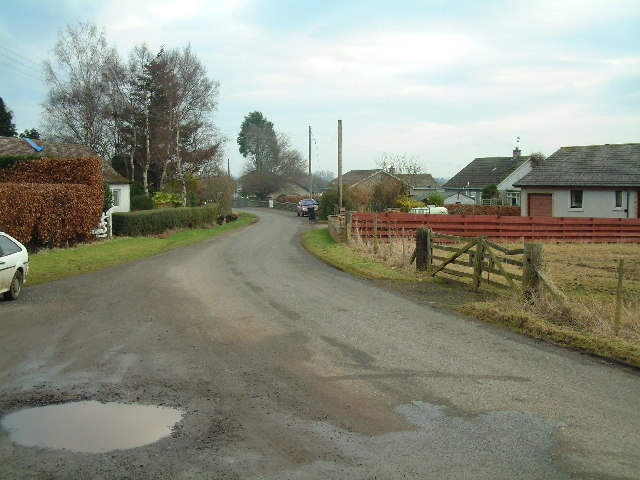
Straße und Häuser in Kilspindie

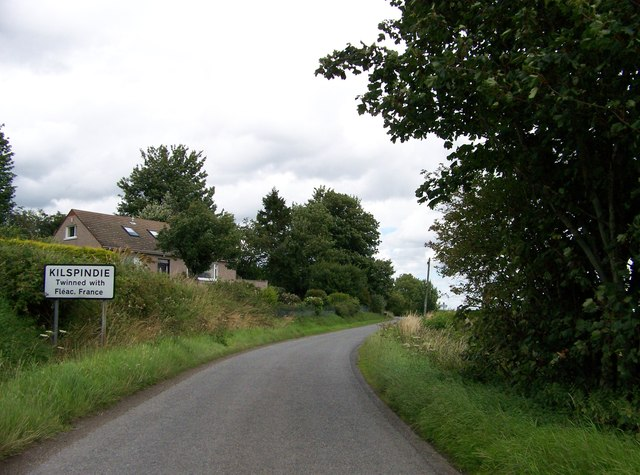
Zufahrtsstraße von Süden

Kilspindie ist eine Ortschaft, die im Norden von Schottland zwischen Perth im Westen und Dundee im Osten in der Region Perth and Kinross liegt. Im Rahmen der historischen Gliederung Schottlands in Civil Parishes zählt es zu einer gleichnamigen Einheit, die zu Perthshire gehörte.

## Geographie
Kilspindie liegt in einem Tal am südöstlichen Rand der Braes of the Carse, die die Vorberge der Sidlaw Hills bilden. Die hier zusammenkommenden Bäche Balmyre Burn und Evelick Burn vereinigen sich zum Kilspindie Burn, der in die angrenzende Ebene weiterfließt. Über den Zwischenschritt des Grange Pow mündet er in den Tay. Nach Perth sind es etwa elf Kilometer. Kleinere, in der Nähe liegende Ortschaften sind Glendoick im Südwesten und Rait im Nordosten.

## Historisch Bedeutsames
In Kilspindie finden sich mehrere Bauwerke, die als Listed Building in unterschiedlichen Kategorien unter Denkmalschutz stehen.
Es sind die Kirche Kilspindie Parish Church mit dem angrenzenden Friedhof, dem Stuart of Rait Mausoleum, sowie dem alten Pfarrhaus, das Braehead Cottage, die Mauer Kilspindie Castle Wall, der Bauernhof Kilspindie Farm, dessen Bauernhaus, der Taubenschlag Kilspindie Doocot sowie das ehemalige Schulgebäude Kilspindie Schoolhouse.